# Borasseae
Die Borasseae sind eine Tribus der Palmengewächse (Arecaceae).

## Merkmale
Die Vertreter der Borasseae sind stets zweihäusig getrenntgeschlechtig (diözisch). Die Blätter sind palmat oder costapalmat, die Segmente sind induplicat (V-förmig gefaltet). Die männlichen und teils die weiblichen Blüten stehen in tiefen Gruben, die durch Verwachsung der Tragblätter entstehen. Die männlichen Blüten sind selten einzeln, meist stehen sie in Wickeln von zwei bis vielen Blüten. Die Staubblätter ragen aus der Grube heraus aufgrund einer Verlängerung des Blüten-Receptaculums. Die weiblichen Blüten stehen einzeln und besitzen zwei Tragblätter. Die Früchte sind ein- bis dreisamig mit dickem, hartem Endokarp, dem Steinkern.

## Verbreitung
Die Tribus hat eine altweltliche Verbreitung. Die Vertreter kommen in den Gebieten rund um den Indischen Ozean und auf dessen Inseln vor.

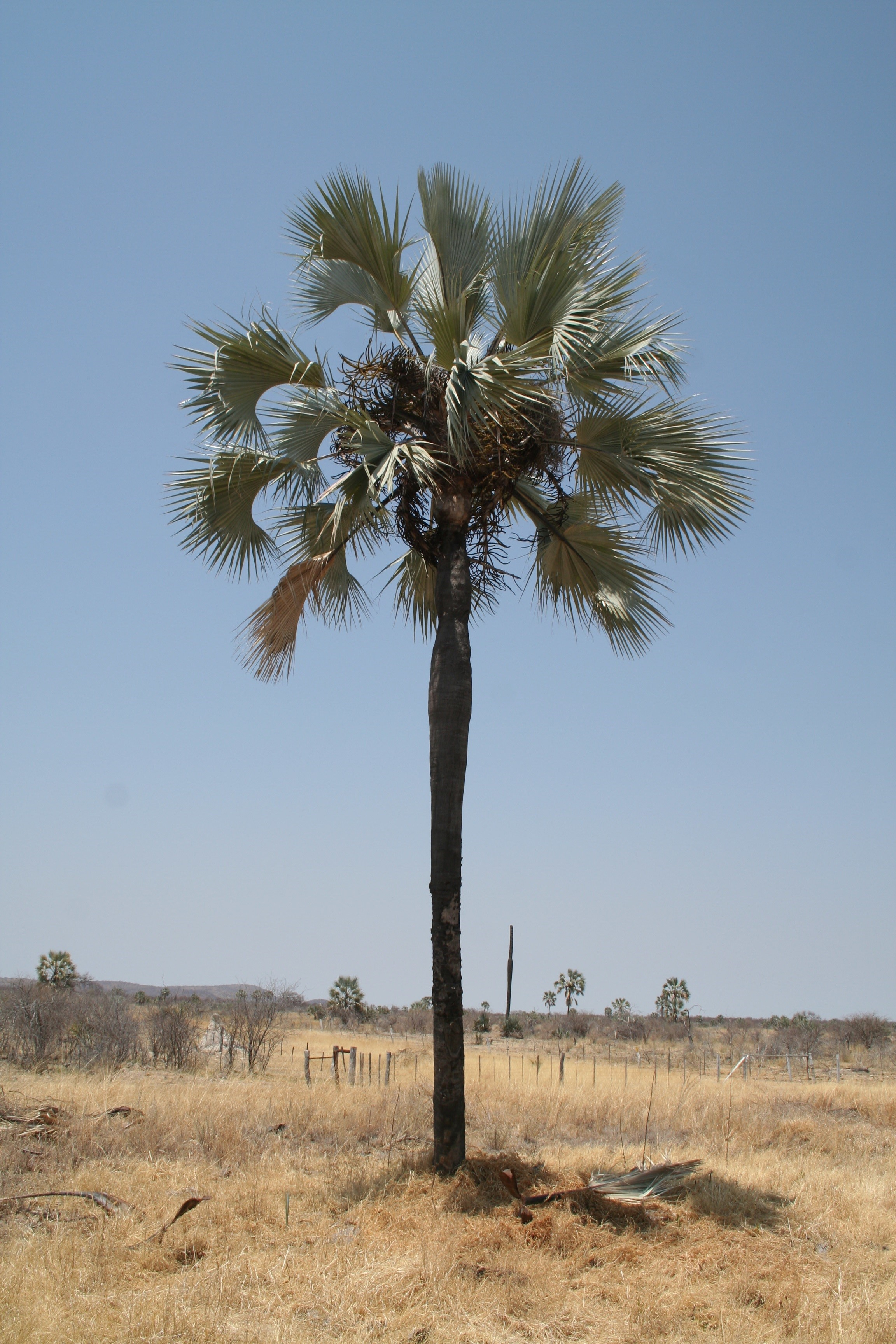
Hyphaene petersiana

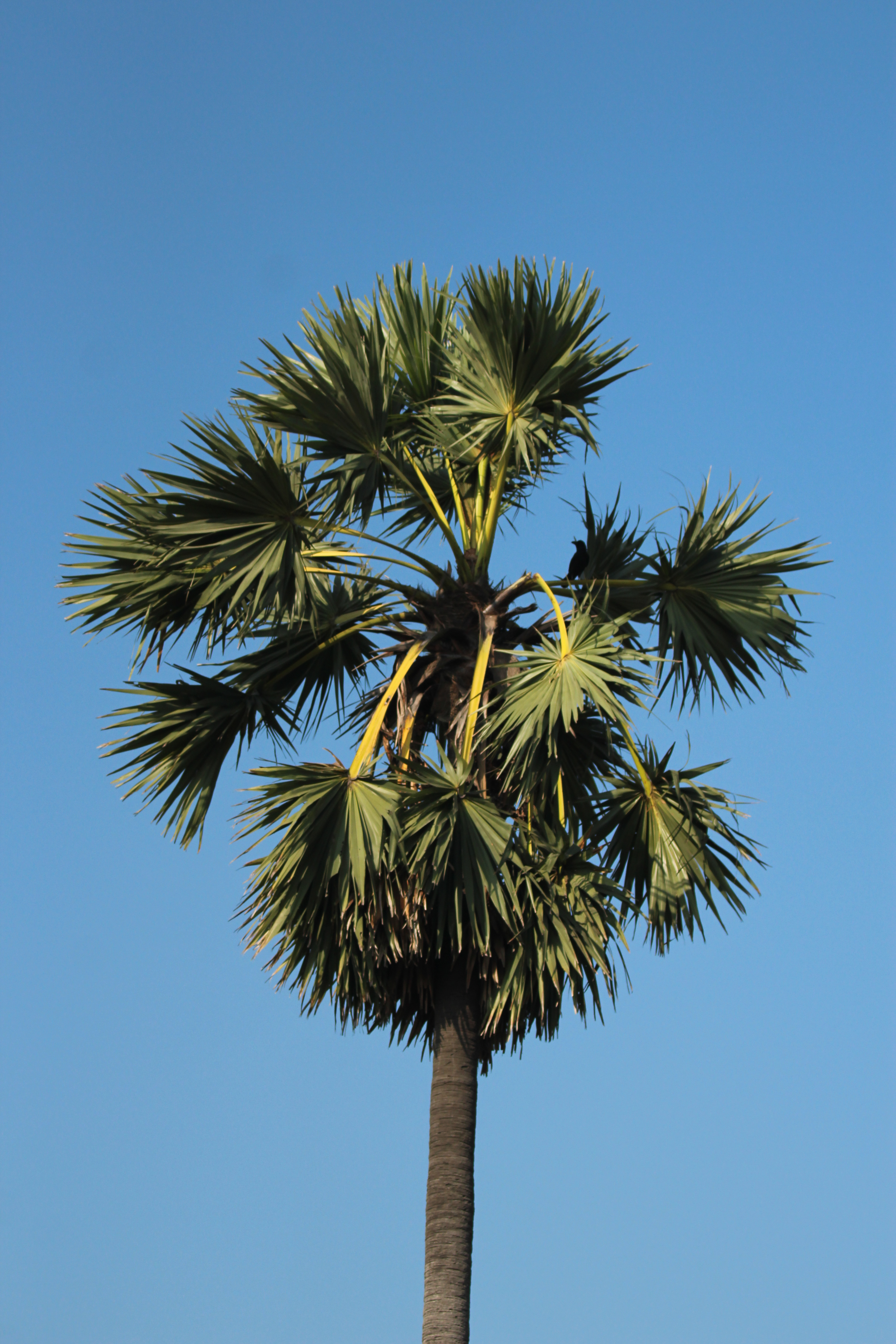
Palmyrapalme (Borassus flabellifer)

## Systematik
Die Borasseae werden innerhalb der Familie Arecaceae der Unterfamilie Coryphoideae zugeordnet. Die Tribus im Sinne von Dransfield et al. (2008) ist eine natürliche Verwandtschaftsgruppe (Monophylum). Ihre Schwestergruppe sind die Corypheae.
Die Tribus zerfällt in zwei natürliche Gruppen, die als Subtriben klassifiziert werden:

### Subtribus Hyphaeninae
Bei den Vertretern der Subtribus Hyphaeninae sind männliche und weibliche Blütenstände ähnlich. Die Blüten beider Geschlechter sind in Gruben eingesenkt. Die Brakteolen der Blüten sind mit Haarbüscheln bewachsen. Die Früchte sind gestielt und meist einsamig, selten zwei- bis dreisamig. Das Endokarp bildet keinen Steinkern.   
- Bismarckia Hildebrandt & H.Wendl.
- Satranala J.Dransf. & Beentje
- Doumpalmen (Hyphaene Gaertn.)
- Medemia Württemb. ex H.Wendl.

### Subtribus Lataniinae
Die Blütenstände der beiden Geschlechter sind ungleich. Die Blütengruppen der männlichen Pflanzen sind in Gruben eingesenkt. Ihre Tragblätter tragen keine Haarbüschel. Die weiblichen Blüten sind ungestielt in der Achsel von großen, lederigen Tragblättern. Die Frucht ist ebenfalls sitzend, annähernd symmetrisch, ein- bis dreisamig. Das Endokarp bildet einen Steinkern.
- Latania Comm. ex Juss.
- Lodoicea Comm. ex DC.
- Borassodendron Becc.
- Borassus L.

## Belege
- John Dransfield, Natalie W. Uhl, Conny B. Asmussen, William J. Baker, Madeline M. Harley, Carl E. Lewis: Genera Palmarum. The Evolution and Classification of Palms. 2. Auflage, Royal Botanic Gardens, Kew 2008, ISBN 978-1-84246-182-2, S. 308ff.